# 1917 في الجزائر
الأحداث من عام  1917 في الجزائر.

## المواليد
- 24 يناير – محمد الأمين دباغين – سياسي جزائري، تابع دراسته في الطب وتخرّج كطبيب، كان من بين أعضاء حزب الشعب البارزين، مثّل النخبة المثقفة في الحزب، وكان ضمن اللجنة المديرة لحزب الشعب.[1]

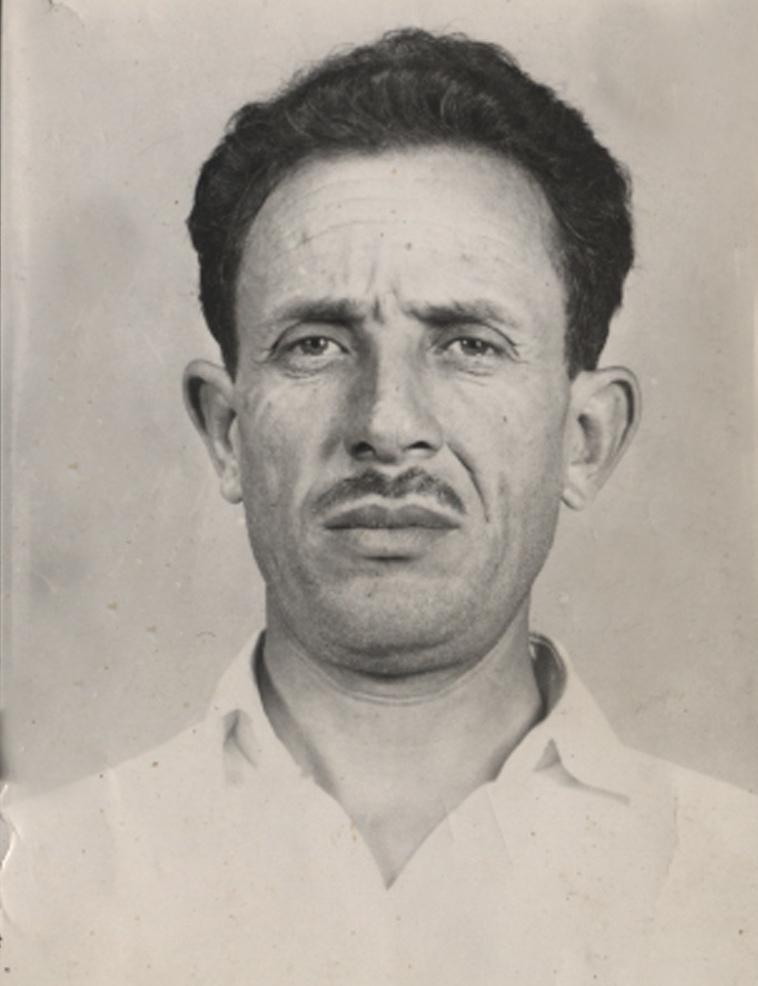
مصطفى بن بولعيد

- مصطفى بن بولعيد|5 فبراير – مصطفى بن بولعيد – شخصية ثورية وقائد عسكري جزائري ويعد أحد قادة الثورة الجزائرية وجبهة التحرير الوطني لقب بـأسد الأوراس وأب الثورة.